# Эрскин, Джон, 2-й граф Мар
Джон Эрскин, 2-й/19-й граф Мар (англ. John Erskine, Earl of Mar; ок. 1558 — 14 декабря 1634) — шотландский аристократ и политик, сын Джона Эрскина, 1-го графа Мара (? — 1572), регента Шотландии в 1571—1572 годах, и Аннабеллы Мюррей (1536—1603). Он считается как 19-м графом (в 1-й креации), так и 2-м графом (в 7-й креации).

## История
Джон Эрскин родился в 1558 году, хотя точная дата неизвестна. Вместе с королем Шотландии Яковом VI он получил образование у Джорджа Бьюкенена. Он унаследовал графство Мар после смерти своего отца в 1572 году. После достижения совершеннолетия он был номинально опекуном молодого короля, которому было около семи лет его моложе, и который жил с ним в Стерлинге; но он был в действительности чем-то вроде марионетки в руках регента, Джеймса Дугласа, 4-го графа Мортона. Джон Эрскин потерял власть и положение при дворе, когда граф Мортон был заключен в тюрьму.
В октябре 1580 года он женился на своей первой жене Энн Драммонд (1555—1587). Энн была дочерью лорда Дэвида Драммонда (ум. 1571) и Лилиас Рутвен (ум. 1579). Их брак был прерван ранней смертью Энн в 1587 году, но в браке родился сын и наследник Джона, Джон Эрскин, 3-й граф Мар.
Он участвовал в захвате молодого короля Якова VI Стюарта в 1582 году (заговор, известный как набег Рутвен); но когда Яков сбежал от своих новых опекунов, граф бежал на запад Шотландии. Затем, покинув свое убежище, граф Мар захватил замок Стерлинг, после чего король Яков выступил против него, и он укрылся в Англии. Королева Елизавета I Тюдор заступилась за него, но тщетно.
В октябре 1584 года Яков VI подарил одежду графа Мара Томасу Стюарту, брату Александра Стюарта из Гарлиса. Одежда включала плащи, дублеты, бриджи и другие предметы из серебряной ткани, фигурного бархата, атласа и других богатых тканей. Они были захвачены с корабля, который сел на мель недалеко от Уиторна. Граф Мар заключил договоренность со своим эдинбургским портным Джоном Мердо и его женой Мауз Балгаскри, предоставив им доход в виде урожая зерновых культур в обмен на пошив его одежды с последующей оплатой.
После нескольких тщетных переговоров между правительствами Англии и Шотландии в 1585 году граф Мар и его друзья собрали армию, предстали перед королем в Стерлинге и вскоре получили верховную власть. Графу Мару были возвращены его земли и титулы. С тех пор он пользовался высокой королевской милостью, став губернатором Эдинбургского замка, а затем наставником принца Генри, старшего сына короля Якова VI Стюарта. Его большим достижением стало возвращение родовых поместий графов Мар, отчужденных короной в течение длительного периода, когда его семья была вне владения, включая Килдрамми, резиденцию графства Мар.
В мае 1592 года он встретился с Яковом VI в башне Фентон в Ист-Лотиане, новом доме капитана гвардии сэра Джона Кармайкла, чтобы обсудить управление Эдинбургским замком после смерти сэра Джеймса Хьюма. Должность также была предложена Людовику Стюарту, герцогу Ленноксу, но Джеймс Хьюм попросил передать его графу Мару.
В декабре 1592 года Джон Эрскин, граф Мар, женился на своей второй жене Марии Стюарт (1576—1644), дочери Эсме Стюарт, 1-го герцога Леннокса, в Холирудском дворце. Свадьба должна была состояться во дворце Далкит, но была отложена из-за болезни графа Мара, многие противились браку, потому что Мэри была католичкой . Их дочь, леди Мэри Эрскин, вышла замуж за Уильяма Кейта, 5-го графа Маришаля.
21 февраля 1594 марта Джон Эрскин, граф Мар, был назначен хранителем и губернатором Генри Фредерика, принца Уэльского, который должен был остановиться в замок Стерлинг . Граф Мар выступал в турнире на крещении принца Генри, одетый, как «христианский рыцарь» в команде с королем и сэром Томасом Эрскином. Пребывание принца в Стерлинге под присмотром графа Мара привело к разногласиям с Анной Датской. В июне 1595 года король Яков VI написал графу Мару записку, в которой предписывал ему в случае его смерти не передавать Генри королеве Анне Датской или парламенту Шотландии, пока ему не исполнится 18 лет, и сам отдал приказ. В сентябре 1595 года недовольная королева Анна даже не посмотрела на графа Мара, когда он находился с ней в одной комнате в Фолклендском дворце.

## Дипломатия с Англией
Граф Мар поддерживал переписку с графом Эссексом и в декабре 1595 года упомянул Эссекса, что до него дошли слухи о том, что Дэвид Фулис передал сообщение «к его позору», нанесшее ущерб репутации графа Мара. В 1596 году королева Елизавета Тюдор через графа Эссекса и его секретаря Энтони Бэкона отправила свой миниатюрный портрет Николаса Хиллиарда принцу Генри, и он был получен графом Маром в Стерлинге.
В 1601 году граф Мар был отправлен в качестве посланника в Лондон. Елизавета I заверила его, что король Шотландии Яков VI должен стать её преемником, и его миссия была выполнена с тактом и осмотрительностью. После посольства сумма, выплаченная в качестве субсидии Якову VI, была увеличена по настоянию сэра Роберта Сесила. Елизавета подарила ему серебряный таз и умывальник, украшенные перламутром.
Граф Мар был вовлечен в «секретную переписку Якова VI», инициативу, призванную помочь посадить Якова VI Стюарта на королевский трон Англии. Мар и другие члены избранной группы поддерживали диалог с английскими дипломатами.

## Союз корон
В 1603 году умерла английская королева Елизавета I Тюдор, и шотландский король Яков VI стал новым королем Англии. Это событие стало известно как Союз корон, на который надеялся граф Мар. Шотландский король Яков с большой свитой отправился в Англию. Мар осталась в замке Стерлинг с принцем Генри. Пока граф Мар был в отъезде из Стерлинга по делам, связанным со смертью его матери, 7 мая 1603 года Анна Датская приехала, чтобы забрать принца Генри. Но графиня Мар, жена Джона Эрскина, отказалась допустить это. Граф Мар принес свои извинения за события этого дня сначала Тайному совету Шотландии в Стерлинге, а затем самой королеве 5 июля в Виндзорском замке. В письме Анне Датской король Яков подчеркнул, что граф Мар не выдвигал против неё встречных обвинений, предполагая, что события в Стерлинге были частью более широкого заговора, предполагаемого «испанского курса». Яков писал, что она должна разделять его доверие к графу Мару и подчиняться его указаниям, «независимо от того, была ли ты дочерью короля или кухарки».
Граф Мар был включен в состав Тайного совета Англии. Ему было пожаловано несколько имений в Англии, в том числе Хандон и Чипли в графстве Саффолк, которые в 1611 году он продал за £15,000 Уильяму, лорду Кавендишу . В ноябре 1603 года испанский посол, граф Вильямедиана, пригласил на обед герцога Леннокса и графа Мара, и, по словам Арабеллы Стюарт, попросил их «привести шотландских дам, так как он хотел увидеть некоторые природные красоты». Среди них были Джин Драммонд и Энн Хэй с Элизабет Кэри.
10 июня 1610 года графу Мару был пожалован титул 1-го лорда Кардросса. Он был членом верховного суда и был лордом верховным казначеем Шотландии с 1615 по 1630 год.
В январе 1608 года Генри Говард, 1-й граф Нортгемптон, ранее один из «секретных корреспондентов», написал графу Мару, прося рецепт, который восстановил бы его расположение к Анне Датской. В апреле 1608 года граф Мар был вызван в суд в Лондоне. Он составил завещание, сделав Марию, графиню Мар, своей душеприказчицей, оставив ей драгоценный камень, купленный у Уильяма Херрика, и оставив своему старшему сыну от первой жены важные предметы, включая серебряный таз, украшенный перламутром, который был подарен королевой Елизаветой, и драгоценный камень, подаренный ему королем Франции.
В сентябре 1612 года граф Мар спросил короля Якова Стюарта, можно ли сделать лэрда Финдлейтера бароном. Король написал, что уже было слишком много шотландских дворян, что вызвало недовольство в Англии и нанесло ущерб союзу двух королевств.
Король Яков Стюарт прибыл в Шотландию в 1617 году и во время своего обратного путешествия 16 августа написал графу Мару из Хогтон-Тауэр с просьбой прислать пару терьеров или земляных собак для охоты на лис. В 1620 году Мар, как казначей, должен был оплатить расходы королевского сокольничего, отправляющегося на Оркнейские и Шетландские острова за ястребами. В 1621 году король Яков Стюарт попросил семена ели для маркиза Бекингема посадить в Берли на холме.
Заместитель казначея Гидеон Мюррей умер в 1621 году, и граф Мар написал королю Якову в июле, заверяя его, что хорошее управление Мюрреем будет продолжаться, и что он сам посетил дворец Линлитгоу, чтобы увидеть, как строится новый дворец.
Граф Мар умер в Стерлинге 14 декабря 1634 года.
На портрете графа Мара, написанном Адамом де Колоне в 1626 году, его возраст составляет 64 года. Художник использовал прекрасную, но старую льняную скатерть в качестве подставки, а не холста.

## Мар и королевские драгоценности
Время от времени король Яков хранил драгоценности у графа Мара в целях безопасности и в качестве залога за кредиты. В декабре 1601 года граф Мар вернул несколько предметов, в том числе крест, оправленный в семь бриллиантов и два рубина, шнурок для шляпы с 89 бриллиантами, драгоценный камень «перо», чтобы носить в шляпе в форме заглавной буквы «А» для Анны Датской, выполненный из 110 бриллиантов, и другие предметы.

## Сады замка Стерлинг
В июне 1625 года новый король Англии Карл I Стюарт отправил ордер графу Мару и Арчибальду Нейпиру, заместителю казначея, на назначение «опытного и опытного садовника в Англии» для проживания в замке Стерлинг и ремонта садов. Был назначен Уильям Уоттс. В 1629 году фруктовые деревья для садов в Стерлинге были отправлены из Лондона в город Кирколди в Аллоа и доставлены тамошнему садовнику Мара Дэвиду Эрскину.

## Браки и семья
У Джона Эрскина и Энн Драммонд родился сын:
- Джон Эрскин, 3-й граф Мар (ок. 1585—1654), унаследовавший графский титул.

У Джона Эрскина и его второй жены Мэри Стюарт было пятеро сыновей четыре дочери, в том числе:
- Джеймс Эрскин (ок. 1607—1640), 6-й граф Бьюкен. Был женат на Мэри Дуглас, 6-й графине Бьюкен
- Генри Эрскин, мастер Кардросс (умер в 1628), комендант Драйбурга. Его сын Дэвид Эрскин (1627—1671) унаследовал баронство Кардросс
- Чарльз Эрскин из Алвы (? — 1663), предок графов Росслин
- Александр Эрскин, в 1626 году его отец написал Елизавете Стюарт, королеве Богемии, отказываясь от плана его женитьбы[36].
- Леди Маргарет, муж с 1618 года Джон Лайон, 2-й граф Кингхорн (1596—1646)
- Леди Энн Эрскин (? — 1640), муж с 1614 года Джон Лесли, 6-й граф Роутс (1596—1641)
- Леди Кэтрин Эрскин (? — 5 февраля 1635), муж с 1621/1622 года Томас Гамильтон, 2-й граф Хаддингтон (1600—1640)
- Леди Мэри Эрскин (1597 — после 1626), 1-й муж с 1609 года Уильям Кейт, 5-й граф Маришаль (ок. 1585—1635).

Один из сыновей Мара был крещен в Стерлинге 20 июля 1595 года с королем Шотландии Яковом VI в качестве крестного отца.
В ноябре 1614 года виконт Фентон обсуждал брак второй дочери Мара Анны Эрскин (? — 1640) с сыном графа Роутса, позже Джоном Лесли, 6-м графом Роутсом. Хотя графы Роутсы были древним и благородным домом, виконт Фентон не посоветовал бы старшему сыну Мара жениться на дочери Кэтрин Драммонд, «последней леди Роутс, которая была».